# گورنگی تسرنیش
گورنگی تسرنیش (به صربی: Gornji Crniš) یک منطقهٔ مسکونی در صربستان است که در توتین، صربستان واقع شده‌است. گورنگی تسرنیش ۳۶ نفر جمعیت دارد.